# The Primal Lure
The Primal Lure è un film muto del 1916 diretto da William S. Hart. La sceneggiatura si basa su The Primal Lure: A Romance of Fort Lu Cerne, romanzo di Vingie E. Roe pubblicato a New York nel 1914.

## Produzione
Il film fu prodotto dalla Triangle Film Corporation e dalla New York Motion Picture. Venne girato a Felton, in California dal 6 dicembre 1915 al 2 febbraio 1916 con un budget di 18.968 dollari.

## Distribuzione
Distribuito dalla Triangle Distributing, il film uscì nelle sale cinematografiche statunitensi il 21 maggio 1916.